# اعشاتن (أدغاس)
اعشاتن هي إحدى مشيخات المملكة المغربية، تتبع جغرافيا لإقليم الصويرة وإداريًا لأدغاس. يقدر عدد سكانها بـ 4190 نسمة حسب الإحصاء الرسمي للسكان والسكنى لسنة 2004.